# Waldren Joseph
Waldren „Frog“ Joseph (* 12. September 1918 in New Orleans; † 19. September 2004 ebenda) war ein US-amerikanischer Posaunist des New-Orleans-Jazz.

## Leben
Joseph kam aus einer musikalischen Familie und spielte, nachdem er eine Polio-Erkrankung überstanden hatte, die ihm ein steifes Bein hinterließ, als Jugendlicher Klavier, Schlagzeug und schließlich Posaune. Seinen ersten Job hatte er als Jugendlicher auf dem Ausflugsdampfer S. S. Madison auf dem Lake Pontchartrain, wobei er wahlweise Klavier, Bass und Posaune spielte. Dann spielte er in lokalen Bands und in Tanzhallen, bevor er Ende der 1930er-Jahre mehrere Jahre mit Joe Robichaux in den Südstaaten bis nach Kuba tourte. Danach war er in der Bigband von Sidney Desvigne in New Orleans und in der Territory Band von Clarence Love.
Joseph spielte mit verschiedenen Rhythm-and-Blues-Musikern wie Lee Allen, Big Joe Turner, Earl King, Smiley Lewis und Dave Bartholomew und in populären New Orleans Jazzbands wie denen von Albert „Papa“ French, Paul Barbarin und Louis Cottrell junior. Zuletzt spielte er in der Original Camelia Band des britischen Trompeters Clive Wilson.
Er ist der Vater der Jazzmusiker Kirk Joseph (Sousaphon) und des Posaunisten Charles Joseph.